# Indische Badmintonmeisterschaft 1966/67
Die Indische Badmintonmeisterschaft der Saison 1966/67 fand vom 12. bis zum 20. November 1966 in Jaipur statt. Es war die 31. Austragung der nationalen Titelkämpfe im Badminton in Indien.

## Titelträger
| Disziplin    | Sieger                         |
| ------------ | ------------------------------ |
| Herreneinzel | Dinesh Khanna                  |
| Dameneinzel  | Sarojini Apte                  |
| Herrendoppel | Khor Cheng Chye Lee Guan Chong |
| Damendoppel  | Shobha Moorthy Manda Kelkar    |
| Mixed        | Nandu M. Natekar Manda Kelkar  |